# Multikolinearnost
V statistiki je multikolinearnost ali kolinearnost situacija, kjer so neodvisne spremenljivke v regresijskem modelu linearno odvisne.
Popolna multikolinearnost se nanaša na situacijo, ko imajo neodvisne spremenljivke točno linearni odnos. Ko obstaja popolna kolinearnost, dizajnska matrika {\displaystyle X} ima manj kot polni rang in tako momentna matrika {\displaystyle X^{\mathsf {T}}X} ne more biti inverzna. V tej situaciji ocene parametrov niso dobro opredeljene, saj ima sistem enačb neskončno mnogo rešitev.
Nepopolna multikolinearnost se nanaša na situacijo, kjer imajo neodvisne spremenljivke skoraj natančno linearni odnos.
V nasprotju z razširjenim prepričanjem se ni niti Gauss-Markov teorem, niti bolj razširjen razlog največje verjetnosti za navadne najmanjše kvadrate ne zanaša na kakršnokoli korelacijsko strukturo med odvisnimi spremenljivkami (čeprav lahko popolna kolinearnost povzroči težave z določeno programsko opremo).
Za prakso odstranjevanja kolinearnih spremenljivk v sklopu regresijske analize ni utemeljitve, in to početje lahko povzroči znanstveno neprimerno vedenje. Vključevanje kolinearnih spremenljivk ne zmanjša pojasnjevalne moči ali zanesljivosti modela kot celote, in ne zmanjša natančnosti ocen koeficientov.
Visoka kolinearnost kaže, da je izjemno pomembno vključiti vse kolinearne spremenljivke, saj bi izključevanje katerekoli kolinearne spremenljivke povzorčilo slabše ocene koeficientov, močno zavajanje in navzdol pristranske ocene standardnih napak.
Da bi naslovili visoko kolinearnost zbirke podatkov, lahko uporabimo faktor inflacije variance za identificiranje kolinarnosti neodvisnih spremenljivk.